# THE VIDEO COMPILATION III
『THE VIDEO COMPILATION III』（ザ・ビデオ・コンピレーション・スリー）は、日本の音楽ユニットEvery Little Thingのビデオ・クリップ集。2003年4月16日に発売された。

## 解説
ビデオ・クリップ作品としては『nostalgia』より約3ヶ月振りとなる。

## 収録曲
1. jump
2. キヲク
3. ささやかな祈り
4. UNSPEAKABLE
5. nostalgia
6. Grip!
7. jump "*cbsmgrfc obrigado mix"
8. Many Pieces TV-SPOT (Long Version)